# Paris (Supertramp)
Paris è un doppio album live dei Supertramp, pubblicato nel 1980 su etichetta A&M Records.
Il concerto è quello al Pavillon de Paris in Francia del 29 novembre 1979.

## Tracce

### Tracce Cd 1
1. School - 5:41 (Rick Davies - Roger Hodgson)
2. Ain't Nobody But Me - 5:24 (Rick Davies - Roger Hodgson)
3. The Logical Song - 3:56 (Rick Davies - Roger Hodgson)
4. Bloody Well Right - 7:23 (Rick Davies - Roger Hodgson)
5. Breakfast in America - 2:57 (Rick Davies - Roger Hodgson)
6. You Started Laughing - 4:02 (Rick Davies - Roger Hodgson)
7. Hide in Your Shell - 6:54 (Rick Davies - Roger Hodgson)
8. From Now On - 7:05 (Rick Davies - Roger Hodgson)

### Tracce Cd 2
1. Dreamer - 3:44 (Rick Davies - Roger Hodgson)
2. Rudy - 7:08 (Rick Davies - Roger Hodgson)
3. A Soapbox Opera - 4:51 (Rick Davies - Roger Hodgson)
4. Asylum - 6:51 (Rick Davies - Roger Hodgson)
5. Take the Long Way Home - 4:57 (Rick Davies - Roger Hodgson)
6. Fool's Overture - 10:57 (Rick Davies - Roger Hodgson)
7. Two of Us - 1:25 (Rick Davies - Roger Hodgson)
8. Crime of the Century - 6:31 (Rick Davies - Roger Hodgson)

## Formazione
- Rick Davies - tastiera, voce e armonica a bocca
- John Helliwell - sax, clarinetto, tastiera e voce
- Roger Hodgson - chitarra, tastiera e voce
- Bob Siebenberg - batteria
- Dougie Thomson - basso e voce